# 보스턴 가든
보스턴 가든(영어: Boston Garden)은 미국 매사추세츠주 보스턴에 위치한 실내 경기장이다. 과거 BAA/NBA 보스턴 셀틱스와 NHL 보스턴 브루인스와 WHA 뉴잉글랜드 훼일러즈 그리고 AHL 보스턴 브레이브스의 홈경기장으로 사용했다.
| NBA 올스타전 개최 경기장 |                    |             |
| 이전                     | 1951년 보스턴 가든 | 1952년      |
|                          | 1951년 보스턴 가든 | 보스턴 가든 |
|                          |                    |             |
|                          |                    |             |

| NBA 올스타전 개최 경기장 |                    |                                  |
| 1951년                   | 1952년 보스턴 가든 | 1953년                           |
| 보스턴 가든              | 1952년 보스턴 가든 | 앨런 카운티 워 메모리얼 콜리시엄 |
|                          |                    |                                  |
|                          |                    |                                  |

| NBA 올스타전 개최 경기장 |                    |                     |
| 1956년                   | 1957년 보스턴 가든 | 1958년              |
| 로체스터 워 메모리얼     | 1957년 보스턴 가든 | 세인트루이스 아레나 |
|                          |                    |                     |
|                          |                    |                     |

| NBA 올스타전 개최 경기장   |                    |                     |
| 1963년                     | 1964년 보스턴 가든 | 1965년              |
| 로스앤젤레스 스포츠 아레나 | 1964년 보스턴 가든 | 세인트루이스 아레나 |
|                            |                    |                     |
|                            |                    |                     |

| NHL 올스타전 개최 경기장 |                    |         |
| 1970년                   | 1971년 보스턴 가든 | 1972년  |
| 세인트루이스 아레나      | 1971년 보스턴 가든 | 멧 센터 |
|                          |                    |         |
|                          |                    |         |